# Dornier Wines

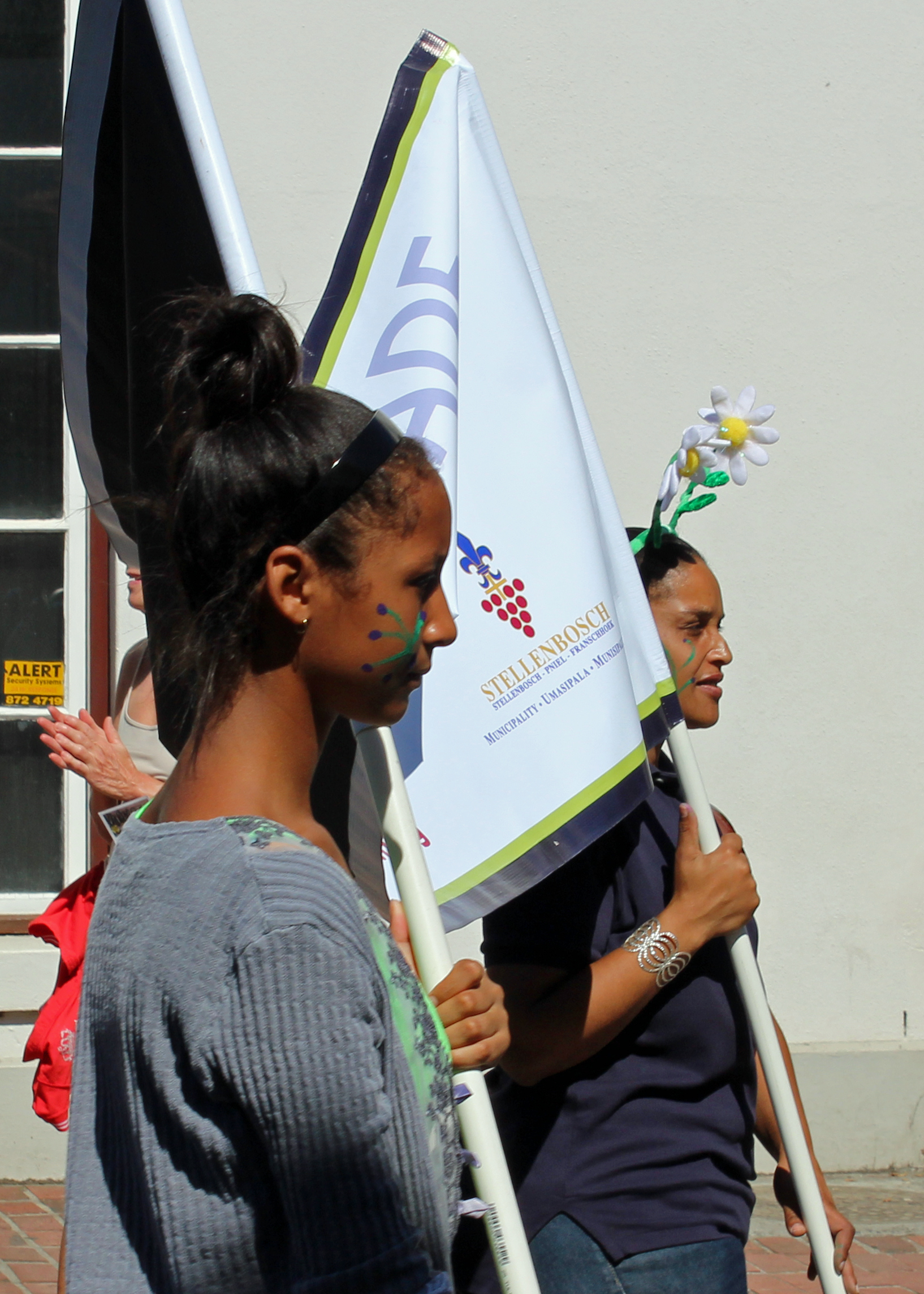
Stellenbosch Harvest Parade, 25 janvier 2014 (cette photo a été prise dans Mill Street)

Dornier Wines est une entreprise viticole qui comprend un restaurant, situé au pied de la montagne de Stellenbosch, au milieu de l’aire de production du même nom, en Afrique du Sud. Les vins rouges sont principalement élaborés à base de cabernet sauvignon et les blancs à base de chenin.

## Histoire
Le nom du domaine vient de l’artiste allemand Christophe Dornier ; il était le plus jeune fils du constructeur d’avions Claude Dornier.
En 1995 la famille Dornier a commencé à s’établir en achetant la première de ses cinq fermes. Ce sont aujourd’hui près de 180ha qui appartiennent à la propriété. Dans les années qui suivirent les anciennes fermes fruitière et bovine furent converties en vignoble. Dornier fut l’un des premiers investisseurs international à détecter le potentiel de production viticole de l’Afrique du Sud après l’apartheid.
Il fut également l’un des fondateurs du « De Zalze Golf Estate », un projet d’urbanisation qui a marqué Stellenbosch.
Depuis 2006 Dornier est membre de la « Biodiversity and Wine Initiative » qui contribue à la culture durable du vignoble et à la protection de la flore et la faune locale.
En 2007 le domaine a ouvert son restaurant dans l’un des plus anciens bâtiments de Stellenbosch.
Le fondateur décède en 2008 à l’âge de 69 ans à Lucerne.

## Architecture
La winery, dessinée par Christophe Dornier, a ouvert ses portes en 2003. C’est un symbole de l’émergence de l’Afrique du Sud moderne. « La bonne architecture est de l’art, la mauvaise est conventionnelle et triviale, faite de pierres et de béton » - Christophe Dornier.
Le style « loft » de la winery avec ses toits incurvés ainsi que l’utilisation d’une façade en briques et de matériaux assemblés de manière créative s’insère parfaitement dans le paysage montagneux. Fermée d’un côté, le bâtiment est entièrement ouvert de l’autre, avec des fenêtres, d’où l’on peut apprécier les magnifiques vues sur la montagne de Stellenbosch.
Le style de la winery est le reflet visuel des vins – élégant, clair et unique. Le toit incurvé fait aussi partie du design des étiquettes vins. À travers beaucoup de publications dans des magazines de voyages et d’architecture, une attention particulière a été portée à la winery Dornier.

## Philosophie
La philosophie de la famille Dornier consiste à faire du vin en combinant tradition, innovation et créativité.
Toujours en quête de perfection, ces éléments se retrouvent dans les vins, la cuisine et l'architecture.

## Logo
Léda et le cygne fut l’un des thèmes les plus récurrent de la mythologie dans l’art depuis la Grèce antique. L’histoire de la passion et de la séduction reflète les deux natures de l’humanité, la métamorphose de l’humain à la bête. La séduction de Léda par Zeus, celui-ci changé en cygne est symbolisée par la tête aux deux becs sur le logo Dornier.

## Dornier Bodega Restaurant
L'œnotourisme a un rôle stratégique à jouer dans le développement à long terme d’une nouvelle marque de vin sud africain. Avec son restaurant Dornier a créé l’endroit parfait pour exposer, faire découvrir ses vins et offrir aux visiteurs la possibilité de d’entrer dans un style de vie et une marque.
La cuisine proposée par le restaurant est complémentaire et adaptée aux vins de la propriété, ce qui permet de créer des accords mets et vins remarquables.
Le chef prête une attention particulière au choix des ingrédients qui se veulent toujours frais et connait parfaitement les différents vins.
Dornier et son restaurant sont une des principales attractions de la région et reçoit un grand nombre de visiteurs locaux et internationaux.

## Vins
Le domaine produit trois gammes de vins, qui diffèrent au niveau du prix et du style mais expriment tous les caractéristiques de fraicheur et d’élégance de la propriété. Les vins sont surtout exportés en Europe, Amérique du Nord et Asie.

### Les gammes
- Dornier Donatus : Avec le Donatus, Dornier crée un assemblage de haute qualité entre un caractère local et un style propre. Pour cela une sélection rigoureuse des raisins depuis le vignoble est effectuée. Tous les vins sont fermentés et vieillis en lots séparés puis soigneusement assemblés après un long processus d’élevage. Donatus offre le meilleur de la classique concentration du vieux continent et de l’audace du nouveau. Cette gamme comprend le Donatus Red, à base de cabernet sauvignon et le Donatus White à base de chenin.

- Dornier : La gamme Dornier offre une variété unique de vins à la fois sophistiqués et stylés. Le palet fournit un élégant équilibre entre une fine structure tannique et une belle concentration de fruits. On compte dans cette gamme le Dornier Chenin Blanc, le Dornier Merlot, le Dornier Pinotage et le Dornier Cabernet Sauvignon.

- Cocoa Hill : Cette gamme se caractérise par sa jeunesse et son style raffiné. Elle offre de la fraicheur, un plaisir incomparable et une valeur sûre. On compte dans cette gamme le Cocoa Hill Chenin Blanc, le Cocoa Hill Sauvignon Blanc, le Cocoa Hill Rosé et le Cocoa Hill Rouge.

## Prix/Médailles
- Dornier Donatus White :
  - IWSC
  - Mundus Vini Gold
  - 4,5 Platter Stars
  - Argent, International Wine and Spirits Competition

- Dornier Donatus Red
  - IWSC
  - 4,5 Platter Stars
  - 18/20 Weinwisser, René Gabriel
  - Argent, Decanter World Wide Awards